# Axel Bouteille
Axel Bouteille (Roanne, Loire, Francia, 14 de abril de 1995) es un jugador de baloncesto francés que pertenece a la plantilla del Bahçeşehir Koleji S.K. de la BSL de Turquía. Con 2,01 metros de estatura, juega en la posición de alero.

## Trayectoria deportiva
Es un jugador formado en Élan Sportif Chalonnais y en el que jugó desde 2013 hasta 2017. Realizó unas buenas temporadas en la PRO A, incluso jugar con la Selección de Baloncesto de Francia, a pesar de no ser drafteado en 2016.
En 2017 fichó por dos temporadas con el CSP Limoges francés.
El 3 de julio de 2019 se hace oficial su fichaje por el Bilbao Basket.
En febrero de 2020 se compromete con Unicaja Málaga hasta el final de la temporada 2022, que pagaría alrededor de 150.000 euros al equipo bilbaíno por su traspaso.